# Архимандрит Сава (Огњановић)
Сава (световно Владимир Огњановић; Кленовник код Пожаревца, 13. фебруар 1907 — Манастир Рукумија, 25. мај 1991) био је архимандрит Српске православне цркве, игуман Манастира Рукумије. 

## Биографија
Архимандрит Сава (Огњановић) рођен је 13. фебруара 1907. године у селу Кленовник код Пожаревца, од благочестивих родитеља оца Милана и мајке Живане. Приликом крштења је добио име Владимир.
Оженио се Петријом, са којом је добио два сина и ћерку. Десило се да се Петрија разболела, тешко страдала од злих духова, и легла на самртну постељу. Тада се збило чудо Божије које је Владимира Огњановића заувек упутило на свеусрдно служење Христу. Кад му се супруга подигла договорили су се да Владимир оде у монаштво у знакблагодарности Богу, али кад децу изведу на прави пут. Пред Други светски рат, будући подвижник рукумијски руководио је изградњом Цркве Успења Пресвете Богородице у Кленовнику. И као мирјанин, био је од Бога обдарен мудрошћу и благодаћу да утеши и поучи оне који су му долазили.
Године 1958, по благослову свог духовника, хиландарског проигумана Михаила (Матића) и епископа браничевског Хризостома, дошао је у Манастир Рукумију, близу села Кленовника. Затекао је само храм и једну оронулу, стару зграду. Овде је 18. јануара 1958. године године замонашен од стране епископа браничевскога господина Хризостома (Војиновића), добивши монашко име Сава. Рукоположен је у чин јерођакона 19. јануара а у чин јеромонаха 27. јануара 1977. Тада је постављен и за старешину Манастира Рукумије након упокојења игуманије Ангелине.
За време његовог старјешинства урађени су конак за монахе је већ 1962. године саграђен конак са спратом десетак метара западно од манастира са 25 соба, дуг 25, а широк 8 метара. Конак је пројектовао и у његовом грађењу живо учествовао отац Сава. Саграђене су економске зграде да би се створили услови за нормалан живот монаха и монахиња; стаје за стоку, кош за кукуруз, подруме, стругара, гаража за остављање пољопривредних машина, радионица. За прихватање све већег броја верника и потребе манастирског братства и сестринства начињена је трпезарија са куњихом и једним повећим одељењем. Црквена порта и виноград омеђени су 382 метра дугом бетонском оградом, а на улазу у порту подигнута је звонара са 4 звона.
Велики конак испред цркве саграђен је циглом коју је он са тадашњим сестринством манастира и верницима правио: укупно 100.000 комада. Уместо малтера, користио се блатом помешаним са плевом, јер пара за уобичајени грађевински материјал није имао. Узсве ово, својом руком је попунио све напрслине на цркви цементним малтером, што је био велики и стручан посао. Савиним заузимањем Рукумија је израсла у незаобилазну богомољу. Увео је богослужбено правило у Цркви и стари поредак у манастиру, што важии данас, а Рукумију је почео да посећује велики број верника из околине, па и из удаљених крајева и шире.
Упокојио се у Господу 25. маја 1991. године у Манастиру Рукумији. Опело је извршио епископ браничевски господин Сава (Андрић), са десетак свештеника и свештеноманаха, у присуству великог броја духовне деце и народа. Сахрањен је на манастирском гробљу.